# Chiaramonte Gulfi
Chiaramonte Gulfi é uma comuna italiana da região da Sicília, província de Ragusa, com cerca de 8.029 habitantes. Estende-se por uma área de 126 km², tendo uma densidade populacional de 64 hab/km². Faz fronteira com Acate, Comiso, Licodia Eubea (CT), Mazzarrone (CT), Monterosso Almo, Ragusa, Vittoria.

## Demografia
| Variação demográfica do município entre 1861 e 2011                               |
|                                                                                   |
| Fonte: Istituto Nazionale di Statistica (ISTAT) - Elaboração gráfica da Wikipedia |